# Hitman (videospil fra 2016)
 For alternative betydninger, se Hitman (flertydig). (Se også artikler, som begynder med Hitman)
Hitman er et action-adventure videospil, udviklet af IO Interactive og udgivet af Square Enix til Microsoft Windows, PlayStation 4 og Xbox One den 11. marts 2016.  Det er det sjette spil i Hitman videospil-serien.

## Udgivelse
Spillet blev oprindeligt planlagt til udgivelse den 8. december 2015 for Microsoft Windows, PlayStation 4 og Xbox One, men blev senere udskudt til 11. marts 2016, således at IO Interactive fik yderligere tid for at udvikle mere indhold i grundspillet. PlayStation 4-versionen af spillet vil indeholde seks eksklusive missioner kendt som The Sarajevo Six. Spillere, der har forudbestilt spillet, kunne få adgang til spillets betaversion. Betatesten blev lanceret til PlayStation den 12. februar 2016 og Microsoft Windows den 19. februar 2016. 

## Gameplay
Hitman er et third-person stealth videospil, hvor spilleren tager kontrol over Agent 47, en genetisk forbedret, overmenneskelig snigmorder, der rejser til internationale placeringer og dræber hans mål. Som i andre spil i serien, har spilleren mulighed for mange kreativite tilgange til at udføre deres mord. Eksempelvis kan spillerne udnytte et bredt udvalg af rifler til at dræbe et mål på lang afstand, eller de kan vælge at myrde målet på klos hold ved hjælp af blankvåben (knive, sværd osv.) eller kvæle dem med en garotte-wire. Spillere kan også bruge sprængstoffer , eller skjule mordet ved at skabe omstændigheder omkring et dødsfald som får det til at ligne et uheld. En almindelig metode i en mission er at slå andre ud, eller dræbe dem, og iføre sig deres tøj som en forklædning, der giver spilleren mulighed for at få adgang til områder der giver mulighed for lettere at foretage sig drabet, og/eller gør det lettere at slippe væk.

## Udvikling

### Oprindelse
Inden lanceringen af Hitman: Absolution (2012) annoncerede udgiveren og IO's ejer, Square Enix, at de havde oprettet et nyt studie ved navn Square Enix Montréal for at arbejde på fremtidige Hitman-spil. På grund af nedskæringer og afskedigelser hos IO Interactive blev andre projekter stoppet, og virksomheden begyndte at arbejde på et nyt Hitman-spil, mens Square Enix Montréal fokuserede på at udvikle smartphone- og tabletversioner af Hitman og andre spil. De fleste ansatte på udviklingsteamet hos IO Interactive arbejdede kun på Absolution og ikke på ældre spil i serien, såsom Hitman: Blood Money (2006).
Absolution var kontroversiel, fordi den fjernede mange af seriens traditionelle gameplay-elementer og var mere lineær i stedet for de store, åbne sandkasseniveauer fra de ældre spil, på trods af at den var mere tilgængelig. Da teamet brainstormede ideer til den næste udgivelse i serien, bestræbte de sig på at integrere gameplayet fra Absolution og de åbne niveauer fra Blood Money. Ifølge Christian Elverdam var dette mål "skræmmende" i den tidlige fase af spillets udvikling, fordi de var nødt til at opgradere deres interne Glacier-spilmotor for at kunne rumme disse større spilbaner, og de fleste af teammedlemmerne havde ikke erfaring med at bygge sandbox spil. Ifølge Michael Vogt, spillets hoved forfatter, var titlen designet til at være en "blød genstart" og en "gendigtning" af franchisen. Efter næsten fire års udvikling blev produktionen afsluttet med en samlet omkostning på over 70 millioner dollars.

### Design
De vigtigste historieelementer og destinationer blev besluttet af en lille gruppe udviklingsledere, hvorefter et team fik ansvaret for hver levels design, regler, mål og andre detaljer for at skabe en selvstændig spilverden. Det første bane, som teamet skabte, Paris, fungerede som en "grundpakke" for spillet; det fastlagde gameplay-reglerne, det overordnede leveldesign og antallet af non-player character (NPC) til fremtidige episoder. Ifølge Elverdem er hver bane "fuldt simuleret", og spilleren har frihed til at udforske og observere AI'ens adfærd. Hvis spilleren eliminerer en bestemt NPC, tilpasser simuleringen sig og fortsætter med at fungere, men den vil også reagere på spillerens handlinger. Teamet lyttede til feedback fra playtestere og justerede spillet derefter. For eksempel, efter at nogle playtestere klagede over, at banen var for strafende, introducerede teamet konceptet med eskortering, hvor NPC'er eskorterer Agent 47 tilbage til et offentligt område, hvis han bliver opdaget i at trænge ind. I den tidlige version ville vagterne derimod angribe Agent 47.